# Felix Müller (Prähistoriker)
Felix Müller (* 1952 in Basel) ist ein Schweizer Prähistoriker.
Felix Müller studierte Ur- und Frühgeschichte an der Universität Basel, wo er 1983 mit einer von Ludwig Berger und dem Marburger Prähistoriker Otto-Herman Frey betreuten Dissertation über frühlatènezeitliche Scheibenhalsringe promoviert wurde.
Anschliessend war er am Bernischen Historischen Museum tätig, zunächst als Konservator. An der Universität Bern wurde er im Jahre 1990 mit einer Schrift zum Massenfund von der Tiefenau bei Bern für das Fach Ur- und Frühgeschichte habilitiert. Von 1997 bis zu seiner Pensionierung Ende Oktober 2014 war Felix Müller Leiter der Abteilung Archäologie und stellvertretender Direktor des Museums. Im akademischen Jahr 2000/2001 wurde er für besondere Leistungen zum Honorarprofessor für Ur- und Frühgeschichte an der Universität Bern ernannt, 2015 in dieser Position emeritiert.
Schwerpunkt seiner Forschungen sind Kultur und Religion der Kelten. In diesem Rahmen konzipierte er die international beachtete Ausstellung Die Kunst der Kelten, die 2009 im Historischen Museum Bern und anschliessend im Württembergischen Landesmuseum Stuttgart zu sehen war.
Er ist korrespondierendes Mitglied des Deutschen Archäologischen Instituts (2007) und Socio Corrispondente dell’ Istituto Italiano di Preistoria e Protostoria (2014).

## Veröffentlichungen (Auswahl)
- Die frühlatènezeitlichen Scheibenhalsringe (= Römisch-Germanische Forschungen. Band 46). Philipp von Zabern, Mainz 1989, ISBN 3-8053-0994-5 (= Dissertation).
- Der Massenfund von der Tiefenau bei Bern. Zur Deutung latènezeitlicher Sammelfunde mit Waffen (= Antiqua. Band 20). Schweizerische Gesellschaft für Ur- und Frühgeschichte, Basel 1990, ISBN 3-9080-0612-0 (= Habilitationsschrift Bern).
- mit Gilbert Kaenel, Geneviève Lüscher (Hrsg.): Die Schweiz vom Paläolithikum bis zum frühen Mittelalter. SPM. Vom Neandertaler bis zu Karl dem Grossen. = La Suisse du Paléolithique à l'aube du Moyen-Age. Band 4: Eisenzeit. = Age du Fer. = Età del Ferro. Schweizerische Gesellschaft für Ur- und Frühgeschichte, Basel 1999, ISBN 3-908006-53-8.
- Götter, Gaben, Rituale. Religion in der Frühgeschichte Europas (= Kulturgeschichte der Antiken Welt. Band 92). Philipp von Zabern, Mainz 2002, ISBN 3-8053-2801-X1.[1]
- mit Geneviève Lüscher: Die Kelten in der Schweiz. Theiss, Stuttgart 2004, ISBN 978-3-8062-1759-9.
- Kunst der Kelten. 700 v. Chr. – 700 n. Chr. Belser, Stuttgart 2009, ISBN 978-3-7630-2539-8.
- Die Kunst der Kelten. C. H. Beck, München 2012, ISBN 978-3-406-63057-6.
- mit Regine Stapfer: Die Funde aus La Tène im Bernischen Historischen Museum. Verlag Bernisches Historisches Museum, Bern 2013, ISBN 978-3-9523269-8-5.
- Menschen und Heroen. Ahnenkult in der Frühgeschichte Europas. De Gruyter, Berlin 2016, ISBN 978-3-11-033626-9
- Rastlos. Das erstaunliche Leben des Archäologen und Erfinders Jakob Wiedmer-Stern (1876–1928). Chronos Verlag, Zürich 2020, ISBN 978-3-0340-1599-8.
- Helvetia und die Helvetier. Eine Spurensuche. Chronos Verlag, Zürich 2024, ISBN 978-3-0-3401782-4.